# Mehmet Gürs
Mehmet Gürs, född 13 december 1969, är en turkisk kock, restaurangchef och programledare i tv, och grundare av företaget Istanbul Yiyecek Icecek Grubu, ungefär "Istanbuls mat- och dryckesgrupp", och han har lanserat manifestet "Nya anatoliska köket".
Mehmet Gürs är född i Finland, och hans mor var finlandssvensk och hans far var arkitekt från Turkiet. Han växte upp i Stockholm men skolledigheterna delades mellan mormor och morfars sommarställe i Finland och hos släkten i Istanbul. Han praktiserade på en restaurang på Östermalm i högstadiet när han bestämde sig för att bli kock. Några år senare flyttade familjen till Istanbul och där bestämde sig Mehmet Gürs för att utbilda sig till kock i USA. Han studerade på Johnson & Wales University i Rhode Island och stannade sedan kvar i USA i totalt åtta år där han bland annat utbildade sig på Hiltons hotellrestauranger och senare arbetade på restauranger i New York och Boston.
År 1996 flyttade han tillbaks till Turkiet och startade sin första restaurang Downtown. Det internationella genombrottet kom med restaurangen Mikla som han öppnade 2005 i Istanbul, och som namngavs efter Miklagård, det vikingatida namnet på Istanbul. På Mikla skapade han menyer som bestod av korsningar mellan turkisk och skandinavisk mat med bland annat hasselbackspotatis och laxrätter. Hans restaurangverksamhet utvecklades till företaget Istanbul Yiyecek Icecek Grubu som har flera restaurangkedjor och kaféer som han etablerat i hela Turkiet, inklusive ett experimentkök där han utvecklar koncept och rätter. Bland annat har han anställt en antropolog som är ute på landsbygden för att undersöka och bevara turkisk mattradition och råvaror till hans restauranger. Mikla har utvecklats till ett kök som serverar menyer baserade på traditionella råvaror som är lokalt producerade i modern form. För att skapa lönsamhet för producenterna och ändå kunna hålla bra prisnivå sköter hans eget företag inköpen utan mellanhänder.
Mehmet Gürs är en TV-peronlighet och har skrivit flera kockar. Han har gjort sig känd för att kritisera korruptionen i Turkiet och han har öppet deklarerat att han inte accepterar mutor och han vägrar etablera sig i områden där det är praxis för att kunna driva verksamhet. Han sålde majoriteten av företagsgruppen till ett riskkapitalbolag för att få finansiell säkerhet och kunna fokusera på sitt experimentkök.
I början av 2010-talet skrev han ner sin filosofi kring matlagning och restaurangverksamhet i ett manifest han kallar Nya anatoliska köket, efter regionen Anatolien.
Mehmet Gürs var sommarpratare i Sveriges Radios  P1:s Sommar 2007 och han har bland annat medverkat i de svenska TV-programmen Pluras kök och Niklas Mat 2013.